# Attalea insignis
Attalea insignis är en enhjärtbladig växtart som först beskrevs av Carl Friedrich Philipp von Martius, och fick sitt nu gällande namn av Carl Georg Oscar Drude. Attalea insignis ingår i släktet Attalea och familjen Arecaceae. Inga underarter finns listade i Catalogue of Life.